# Loisail

Loisail este o comună în departamentul Orne, Franța. În 1 ianuarie 2022 avea o populație de 134 de locuitori.